# Tiroler Landespreis für Wissenschaft
Der Tiroler Landespreis für Wissenschaft ist ein Wissenschaftspreis des österreichischen Bundeslandes Tirol.
Der Landespreis für Wissenschaft wird seit 1984 jährlich in Anerkennung von hervorragenden Leistungen auf dem Gebiet der Wissenschaft von der Tiroler Landesregierung vergeben. Der Preis ist mit 14.000 Euro dotiert. Seit 1996 wird auch ein Förderungspreis für junge Wissenschaftler verliehen, dieser ist mit 4.000 Euro dotiert (Stand jeweils 2020). Die Zuerkennung erfolgt über Beschluss der Landesregierung auf einstimmigen Vorschlag einer Jury.

## Preisträger
- 1984 Karl Rahner, Theologie[2]
- 1985 Ernst Brandl, Biochemie
- 1986 Wolfgang Röd, Philosophie
- 1987 Georg Wick, Allgemeine und Experimentelle Pathologie
- 1988 Gerhart Iwo Schueller, Mechanik
- 1989 Erika Cremer, Physikalische Chemie
- 1990 Werner Platzer, Anatomie
- 1991 Hubert Bildstein, Chemie
- 1992 Franz Hampl, Alte Geschichte
- 1993 Emerich Coreth, Christliche Philosophie
- 1994 Raimund Margreiter, Transplantationschirurgie
- 1995 Manfred Wicke, Betonbau
- 1996 Adolf Leidlmair, Geographie
- 1997 Peter Pernthaler, Rechtswissenschaft
- 1998 Raymund Schwager, Dogmatische und Ökumenische Theologie
- 1999 Theresia Theurl, Wirtschaftswissenschaft
- 2000 Helmut Wachter, Medizinische Chemie und Biochemie
- 2001 Alfred Doppler, Deutsche Sprache, Literatur und Literaturkritik
- 2002 Peter Zoller, Theoretische Physik
- 2003 Franz Matscher, Rechtswissenschaft
- 2004 Maria Iliescu, Romanistik
- 2005 Otmar Scherzer, Informatik[3]
- 2006 Georg Bartsch, Urologie
- 2007 Paul Naredi-Rainer, Kunstgeschichte
- 2008 Rudolf Grimm, Experimentalphysik
- 2009 Matthias Sutter, Wirtschaftswissenschaften
- 2010 Rolf Steininger, Zeitgeschichte
- 2011 Monika Ritsch-Marte, Biomedizinische Physik
- 2012 Jörg Striessnig, Pharmakologie und Toxikologie
- 2013 Beatrix Grubeck-Loebenstein, Biomedizinische Alternsforschung
- 2014 Rainer Blatt, Quantenforschung
- 2015 Ruth Breu, Informatik[4]
- 2016 Stefan Kiechl, Schlaganfallforschung[5]
- 2017 Thomas Bechtold, Textilforscher
- 2018 Martin Korenjak, Sprachwissenschaftler[6]
- 2019 Birgit Högl, Schlafmedizinerin[7]
- 2020 Christoph Spötl, Geologe[8]
- 2021 Herbert Tilg, Internist
- 2022 Federico Celestini, Musikwissenschaftler[9]
- 2023 Andreas Bernkop-Schnürch, Bionanotechnologe[10][11]
- 2024 Günter Weiss[12]
- 2025 Michaela Ralser, Erziehungswissenschaft[13]

## Förderungspreis
- 1996 Erika Kustatscher, Geographie
- 1997 Irmgard Rath-Kathrein, Rechtswissenschaft
- 1998 Wolfgang Palaver und Roman Siebenrock; Dogmatische und Ökumenische Theologie
- 1999 Richard Hule, Wirtschaftswissenschaft
- 2000 Barbara Wirleitner, Medizinische Chemie und Biochemie
- 2001 Sieglinde Klettenhammer; Deutsche Sprache, Literatur und. Literaturkritik
- 2002 Dieter Jaksch, Theoretische Physik
- 2003 Walter Obwexer, Rechtswissenschaft
- 2004 Paul Danler, Romanistik
- 2005 Harald Großauer, Informatik
- 2006 Jasmin Bektic, Urologie
- 2007 Lukas Madersbacher, Kunstgeschichte
- 2008 Florian Schreck, Experimentalphysik
- 2009 Christina Strassmair, Francesco Feri; Wirtschaftswissenschaften
- 2010 Dirk Rupnow und Hüseyin Cicek; Zeitgeschichte
- 2011 Gregor Thalhammer, Biomedizinische Physik
- 2012 Katrin Watschinger, Biochemie
- 2013 Stefan Reitinger, Biomedizinische Alternsforschung
- 2014 Christian Roos, Quantenforschung
- 2015 Michael Felderer, Informatik[4]
- 2016 Peter Willeit, Epidemiologie[5]
- 2017 Noemí Aguiló-Aguayo, Textilchemikerin
- 2018 Florian Schaffenrath, Altphilologe[14]
- 2019 Ambra Stefani, Medizinerin[7]
- 2020 Gabriella Koltai, Geologin[8]
- 2021 Timon Adolph, Internist
- 2022 Milijana Pavlović, Musikwissenschaftlerin[9]
- 2023 Doris Braun, Pharmazeutin[10]
- 2024 Katharina Kurz, Ärztin[12]